# Клайнфурра
Клайнфурра (нем. Kleinfurra) — община в Германии, районный центр, расположен в земле Тюрингия. 
Входит в состав района Нордхаузен. Подчиняется управлению Хайнлайте.  Население составляет 1182 человека (на 31 декабря 2010 года). Занимает площадь 18,51 км².